# My Indigo
My Indigo — музичний проєкт голландської співачки та автора пісень Шарон ден Адель. Проєкт був оголошений наприкінці 2017 року.

## Історія
Наприкінці 2017 року, без нових новин про діяльність гурту Шарон ден Адель Within Temptation, соціальні мережі гурту опублікували, що скоро буде нове оголошення від ден Адель. 10 листопада через відео, опубліковане на офіційній сторінці гурту у Facebook, ден Адель оголосила про створення проєкту. За її словами, після завершення останніх світових гастролей гурту, співачка зазнала творчої кризи й не могла скласти нові пісні з гуртом. Крім того, зіткнувшись з особистими проблемами, ден Адель вирішила писати пісні для себе, щоб краще впоратися з цими проблемами, серед яких пізніше стало відомо, що її батько був дуже хворий. Пізніше стало відомо, що її батько помер від хвороби, і альбом був присвячений йому.
Після двох років написання пісень для себе, вона вирішила поділитися матеріалом публічно й окремо від свого гурту, назвавши проєкт My Indigo. Процес написання був описаний як інтроспективний та самопошуковий, оскільки страх постійної втрати творчості часто переслідував ден Адель у цей період. За словами співачки, назва проєкту походить від «світлого», але також «мрійливого» відчуття, яке дає їй колір, оскільки вона вважає, що він добре підходить до основної атмосфери пісень. Перший сингл, також під назвою «My Indigo», був випущений у той же день оголошення. Другу пісню під назвою «Out of the Darkness» було представлено під час живого виступу на заході NPO Radio 2 9 грудня та випущено 15 грудня.
Перший альбом, який також отримав назву My Indigo, був випущений 20 квітня 2018 року та отримав позитивні відгуки критиків. Музичні критики відзначили відмінності між цим проєктом та роботою ден Адель з Within Temptation, оскільки тут ми знаходимо більш «вразливу» та «інтроспективну» версію співачки, на відміну від «великих» та «епічних» композицій, які є характерними для її гурту. Також були відзначені впливи з 1980-х та сучасної попмузики, як підтвердила сама співачка, під впливом таких артистів, як Кейт Буш, Стінг та Florence and the Machine. Під час роботи над проєктом ден Адель заявила, що нове натхнення прийшло до неї для створення нових пісень з Within Temptation.

## Дискографія

### Студійні альбоми
- My Indigo (2018)

### Сингли
- My Indigo (2017)
- Out of the Darkness (2017)
- My Indigo (Chill Mix) (2018)
- Crash and Burn (2018)
- Crash and Burn (Leeb Remix) (2018)
- Someone Like You (2018)
- Where Is My Love (2018)